# Mary J. Blige & Friends
Mary J. Blige & Friends è un album discografico di raccolta della cantante statunitense Mary J. Blige, pubblicato nel 2006. Il disco contiene diversi duetti ed è stato venduto esclusivamente attraverso Circuit City.

## Tracce
1. Whenever I Say Your Name (con  Sting) – 5:25
2. Ask Myself (con Robin Thicke) – 3:47
3. Ain't No Way (con Patti LaBelle) – 4:28
4. Love Changes (con Jamie Foxx) – 4:30
5. Alone (con Dave Young) – 4:30
6. Favorite Flavor (con LL Cool J) – 3:28
7. Love Is All We Need (con Nas) – 4:17
8. My Man (con Santana) – 4:34
9. I Guess That's Why They Call It the Blues (con Elton John) – 5:09